# Baldo degli Ubaldi (estación)
Baldo degli Ubaldi es una estación de la línea A del Metro de Roma. Se encuentra en la intersección de la Via Baldo degli Ubaldi con la via Francesco Scaduto. Recibe su nombre del jurista italiano y profesor universitario del siglo XV Baldo degli Ubaldi.

## Historia
La estación Baldo degli Ubaldi fue inaugurada el 1° de enero de 2000 como parte de la extensión de la línea A desde Valle Aurelia a Battistini.